# روسنا
روسنا (به صربی: Rusna) یک منطقهٔ مسکونی در صربستان است که در دویواتس واقع شده‌است.